# Ріомаджоре
Ріомаджоре (італ. Riomaggiore, ліг. Rimazò) — муніципалітет в Італії, у регіоні Лігурія,  провінція Спеція.
Ріомаджоре розташоване на відстані близько 340 км на північний захід від Рима, 75 км на південний схід від Генуї, 6 км на захід від Спеції.
Населення — 1591 особа (2014).

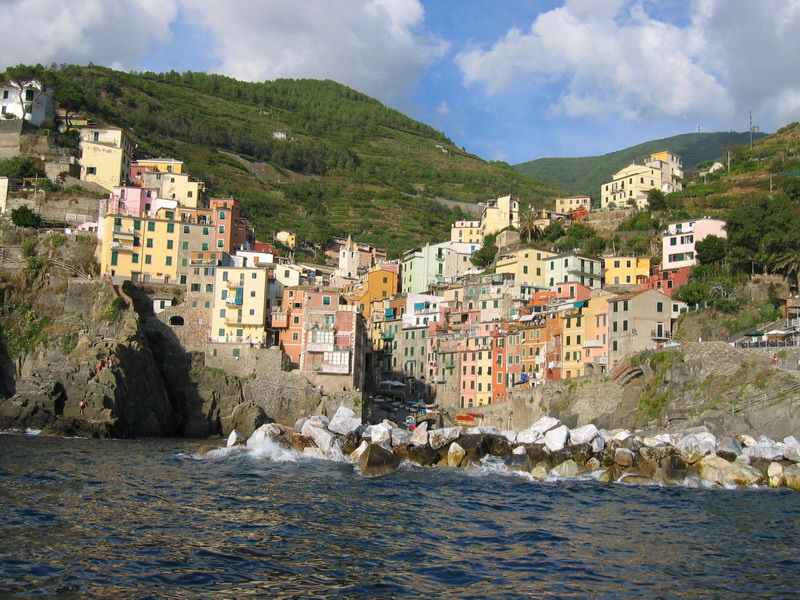

Щорічний фестиваль відбувається 24 червня. Покровитель — святий Іван Хреститель.

## Демографія
Населення за роками:

Станом на 1 січня 2023 року в муніципалітеті офіційно проживало 65 іноземців з 21 країни, серед них 28 громадян країн Євросоюзу та 3 громадяни України.

## Сусідні муніципалітети
- Ла-Спеція
- Рикко-дель-Гольфо-ді-Спеція
- Вернацца